# Факультет комп'ютерних технологій ТНТУ імені Івана Пулюя
Факультет комп'ютерних технологій Тернопільського національного технічного університету імені Івана Пулюя — колишній структурний підрозділ Тернопільського національного технічного університету імені Івана Пулюя в 1997–2016 роках або скорочено ФКТ.

## Склад факультету
До складу факультету входили дві випускові кафедри — автоматизації технологічних процесів і виробництв та комп'ютерно-інтегрованих технологій та загально-інженерна кафедра вищої математики, — які проводили підготовку фахівців за напрямом 6.050202 Автоматизація та комп'ютерно-інтегровані технології із забезпеченням здобуття освітньо-кваліфікаційних рівнів «бакалавр», «спеціаліст», «магістр». У 2014 році було відкрито новий напрям підготовки 6.050201 Системна інженерія. Професорсько-викладацький склад факультету станом на 2015 рік налічував 46 осіб. Із них 3 — академіки та члени-кореспонденти галузевих академій наук України, 6 — доктори наук, професори, 25 — кандидати наук, доценти, 11 — старші викладачі та асистенти.
Матеріально-технічна база факультету налічувала 7 спеціалізованих навчальних лабораторій, обладнаних сучасним лабораторним устаткуванням і забезпечених навчально-методичною літературою, а також 7 комп'ютерних класів із доступом до електронних ресурсів бібліотеки та мережі Інтернет.
Науковцями школи «Автоматизація технологічних процесів та комп'ютерно-інтегровані технології» ( проф. П. Д.) систематично проводилися наукові семінари, куди залучали студентів, магістрів та аспірантів університету, Тернопільського національного педагогічного університету, Луцького національного технічного університету. Спільно проводяться наукові дослідження з науковцями Інституту проблем міцності ім. Писаренка НАН України (м. Київ), Інституту проблем матеріалознавства НАН України (м. Київ), Фізико-механічного інституту ім. Карпенка НАН України (м. Львів), Національного університету технології та дизайну (м. Київ), Інституту надтвердих матеріалів до НАН України (м. Київ), Інституту механіки металополімерних систем Національної академії наук Білорусі (м. Гомель).
Професорсько-викладацький склад на факультеті формувався через аспірантуру та докторантуру за науковими спеціальностями: «Підіймальної транспортної машини», «Машинознавство», «Матеріалознавство», «Механіка деформованого твердого тіла», «Автоматизація процесів керування», «Технологія полімерних та композитних матеріалів».
Викладачі факультету є членами спеціалізованих Вчених рад із захисту дисертацій на здобуття наукового ступеня кандидата (доктора) технічних наук зі спеціальностей: «Підіймальної-транспортної машини», «Механіка деформованого твердого тіла», «Математичне моделювання і обчислювальні методи», «Машинознавство».

### Кафедри
- «Автоматизації технологічних процесів і виробництв» [Архівовано 15 листопада 2015 у Wayback Machine.],
- «Комп'ютерно-інтегрованих технологій»
- Загально-інженерна кафедра «Вищої математики»